# Južna Baskija
Južna Baskija (baskijski Hegoalde ili Hego Euskal Herria; španjolski Hegoalde, País Vasco y Navarra ili País Vasco peninsular) je izraz koji se koristi kao naziv za baskijska područja u Španjolskoj kao jedinstvena cjelina. To područje ne postoji kao jedinstvena politička jedinica, ali uključuje tri provincije (Alava, Biskaja i Gipuskoa) i dvije enklave (Trevino i Valle de Villaverde) u Baskijskoj autonomnoj zajednici na zapadu, kao i Navaru na istoku.
Povijesne četiri baskijske pokrajine na španjolskom tlu imale su status samoosnaživanja do 2. karlističkog rata potkraj 19. stoljeća kada su ukinute povelje o njihovim autonomijama. Političke promjene koje su uslijedile bile su pokušaj ponovne uspostave novoga političkoga statusa za baskijska područja u Španjolskoj (Statut Estella, 1932). Nakon Francove smrti ta je mogućnost ponovno ispitivana i predviđena u kasnim 1970-ima, ali snažno političko protivljenje u španjolskim vladajućim strukturama i Navari (stranke Unión del Pueblo Navarro) taj su projekt odvele u pat poziciju.
Španjolska Baskija je izraz koji se može odnositi na istovjetno područje, ali je dvosmisleno jer može ili ne može uključiti Navaru, dok baskijski izvedeni pojam "Južna Baskija" uvijek uključuje i Navaru i enklavu. 
Južna Baskija je gospodarski najrazvijeniji dio Španjolske i jedna od najrazvijenijih regija Europe. Njen bruto nacionalni dohodak po glavi stanovnika jest preko 125% od prosjeka EU.